# Pierre Jean de Clippele
Pierre Jean de Clippele (Steenhuize-Wijnhuize, 29 juni 1804 - Geraardsbergen, 22 juli 1860) was een Belgisch vrederechter en katholiek politicus.

## Levensloop
De Clippele was een zoon van de landbouwer en gemeenteontvanger François de Clippele en van Catherine Buysse. Hij trouwde met Jeanne De Clippel.
Hij promoveerde tot doctor in de rechten aan de Rijksuniversiteit Gent (1828) en werd korte tijd advocaat in Geraardsbergen. In 1831 werd hij benoemd tot vrederechter in Herzele en in 1833 in Geraardsbergen, wat hij bleef tot aan zijn dood. Hij werd ook redacteur van de Gazette van Geraardsbergen.
Van 1836 tot 1847 was hij provincieraadslid in Oost-Vlaanderen. In juni 1847 werd hij verkozen tot volksvertegenwoordiger voor het arrondissement Aalst. Na korte tijd werd de wet op de onverenigbaarheden gestemd en De Clippele koos voor zijn vrederechterschap, zodat hij in juni 1848 ontslag nam als volksvertegenwoordiger.